# 39699 Ернестокорте
39699 Ернестокорте (39699 Ernestocorte) — астероїд головного поясу, відкритий 12 жовтня 1996 року.
Тіссеранів параметр щодо Юпітера — 3,522.